# Székelykeresztúr

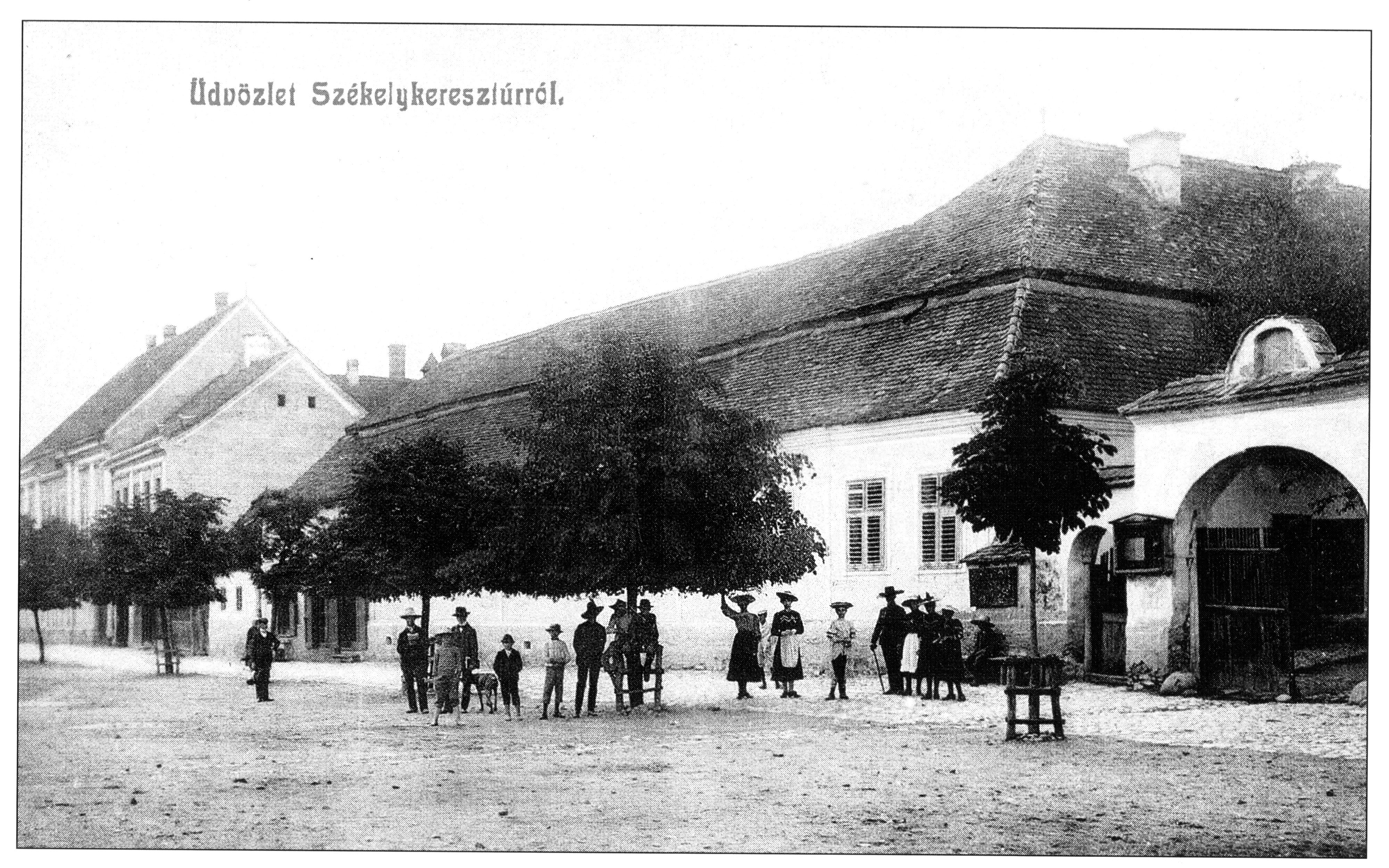
Régi Városház

Székelykeresztúr (románul Cristuru Secuiesc) város Romániában, Hargita megyében.

## Fekvése

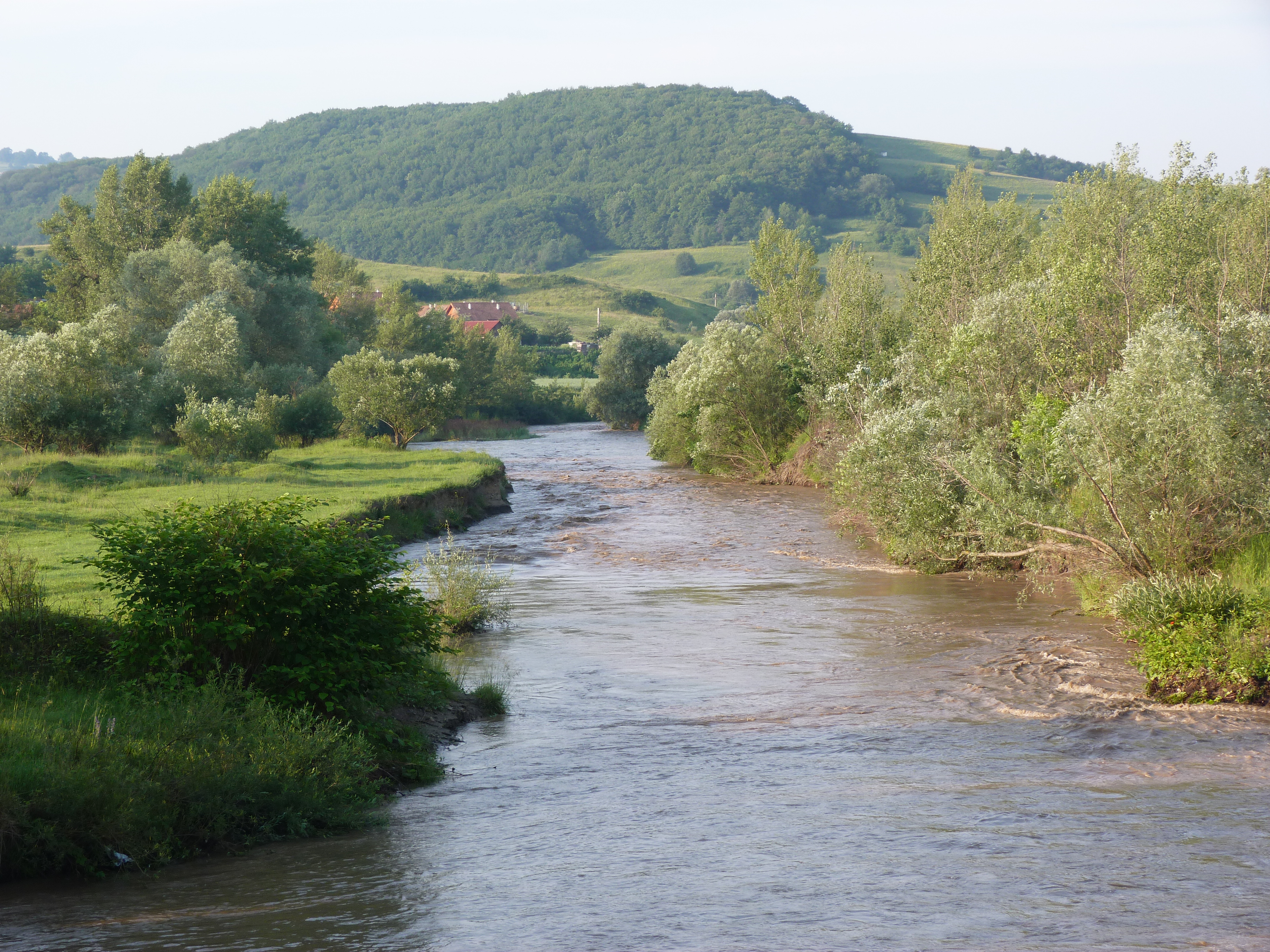
A Küküllő Székelykeresztúrnál

A város Székelyudvarhelytől 26 km-re nyugatra, a Gagy és a Fehér-Nyikó vizének a Nagy-Küküllőbe torkollásánál fekszik. A Székelykeresztúri-medence központja, egykori járási székhely.

## Nevének eredete
Nevét onnan kapta, hogy templomát a Szent Kereszt tiszteletére emelték. (1333: de Sancta Cruce, 1459: Keresthwr, 1630: Székely Keresztur). A megkülönböztető szerepű Székely-előtag a Székelyföldre utal. A román Cristuru Secuiesc magyar mintára alkotott átvétel-fordítás.

## Története

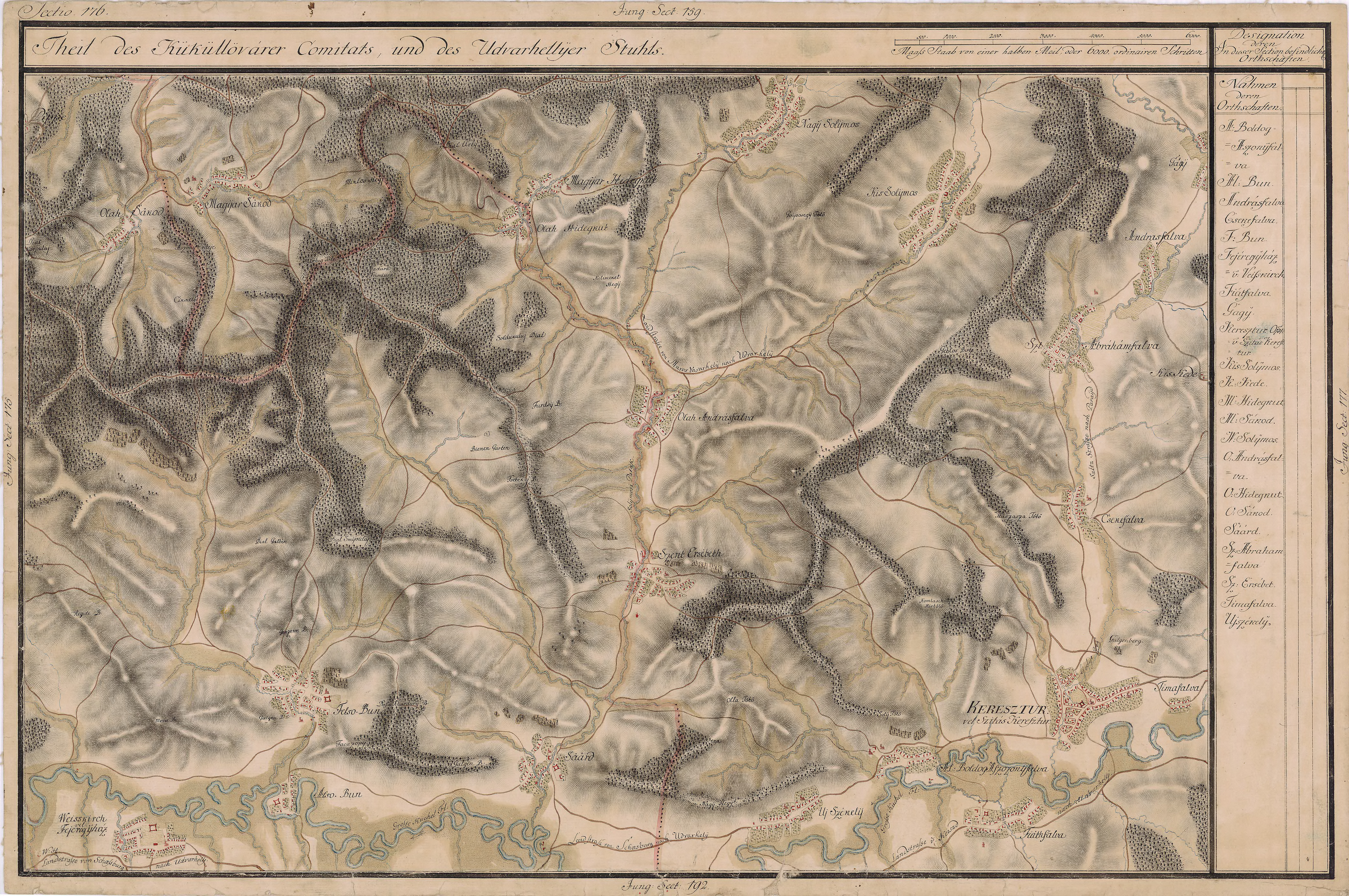
Szitáskeresztúr környéke 1769–1773 között

1333-ban S. Cruce néven említik először. A mai város a központi Székelykeresztúrból, Keresztúrfalvából és Timafalvából alakult ki. Ma Fiatfalva és Betfalva is hozzá tartozik.
A Sóskút melletti Melegvölgyben 8. századi telep nyomaira bukkantak. Már a 11. – 12. században volt román stílusú temploma. 1395-ben Zsigmond király moldvai hadjáratakor több oklevelet keltezett itt. Híres szitakészítőiről korábban Szitáskeresztúrnak is hívták.
1459-ben már mezőváros volt, ezt a rangját egészen 1886-ig megőrizte. 1559-ben Izabella királyné kiváltságlevelet adományozott a városnak. Katolikus iskolája 1646-ban létesült. A Gyárfás udvarházban töltötte a segesvári csata előtti utolsó éjszakát 1849. július 30-án Petőfi, az emléktáblát 1928-ban avatták. A kertben álló körtefa alatt írta utolsó versét. 
1910-ben a településnek 3886 magyar lakosa volt. A trianoni békeszerződésig Udvarhely vármegye Székelykeresztúri járásához tartozott.

1940. augusztus 30.

1956-óta ismét város.

## Népessége
2002-ben 9672 lakosából 9201 magyar, 239 cigány, 220 román és 12 német volt.

## Székelykeresztúri Kaszinó
Kazatsay Miklós székelykeresztúri kereskedő házát 1910–ben a Székelykeresztúri Kaszinó vásárolta meg 31.000 Ft-ért. A városi úri kaszinó Pap Ferenc szervező munkája után 1867–ben 60 taggal jött létre „Székelykeresztúri Városi Olvasó és Társalkodó Kör” néven. Alapszabálya szerint „A kör álljon a szellemi önképzés, társalgás és olvasás által, melyre szolgálnak az egylet által bizonyos időkben rendezendő társas körök zenével vagy anélkül, továbbá törvények által nem tiltott játékok.” A Székelykeresztúri Kaszinó első otthona az Aranykereszt vendéglő első emeleti helyiségében volt (a Csekefalvi utca piacra néző sarkán, később Nagy Domonkos háza). Az egyesület 1894–től már Kaszinó néven működött. A századfordulón új székhelye először Lázár Márton vendéglője lett az 1910–es évektől, majd az Ajvász ház emeletén bérelt magának helyiségeket. A Kaszinó tagsága gyorsan gyarapodott. Az I. világháborút megelőzően már 160 aktív tagja volt. Az 1920–as évek elején a város életének igazi központja lett. Az épület helyiségeinek összevágásával kialakított nagyteremben tartotta összejöveteleit a Nőegylet, az Iparos Egylet és a Jótékonycélú Társaskör. A Kaszinó kertjében teniszpályát létesítettek. Az épületben Bányai János tanács 1927 –ben könyvtárat alapított, melynek tíz év múlva már kétezer kötete volt. 1937–ben a Kaszinó fennállásának hét évtizedes fennállását ünnepelte. Az 1937. február 2–án Nagy Béla fényképész által készített tablón a Kaszinó tizenkét elnöke: Pap Ferenc (1867-1871), Pap János (1871 – 1884), Sebestyén István (1884-1889), Gyárfás Endre (1889-1903), Apáthy Gyula (1903-1907), dr.Lengyel Árpád (1907-1908), Gálffy Kálmán (1908-1911), Barabás Lajos (1911-1916), Péterffy Albert (1916-1921), dr. Ferenczy Gábor (1921-1930), Jakab János (1930-1935), Elekes Domokos (1935-től.

## Látnivalók

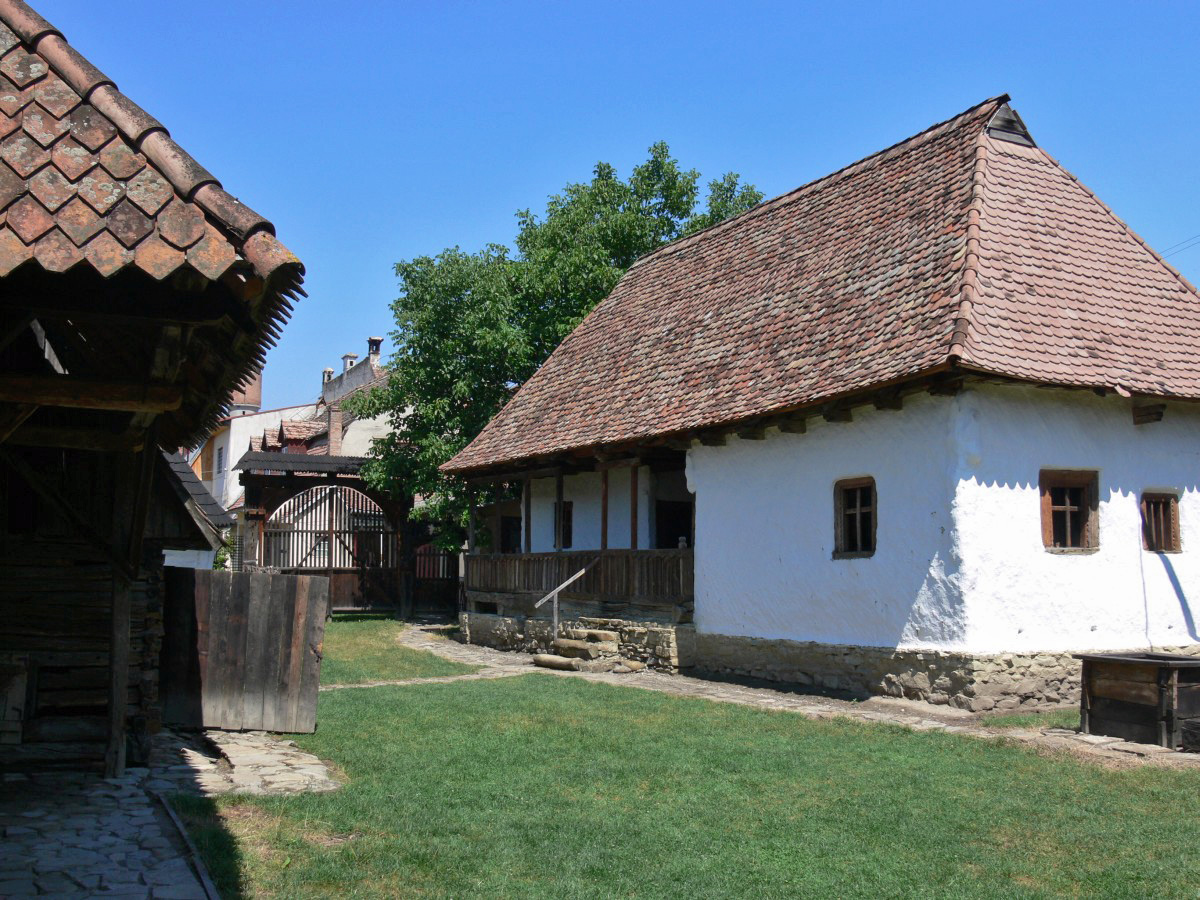
Népi ház a múzeumban

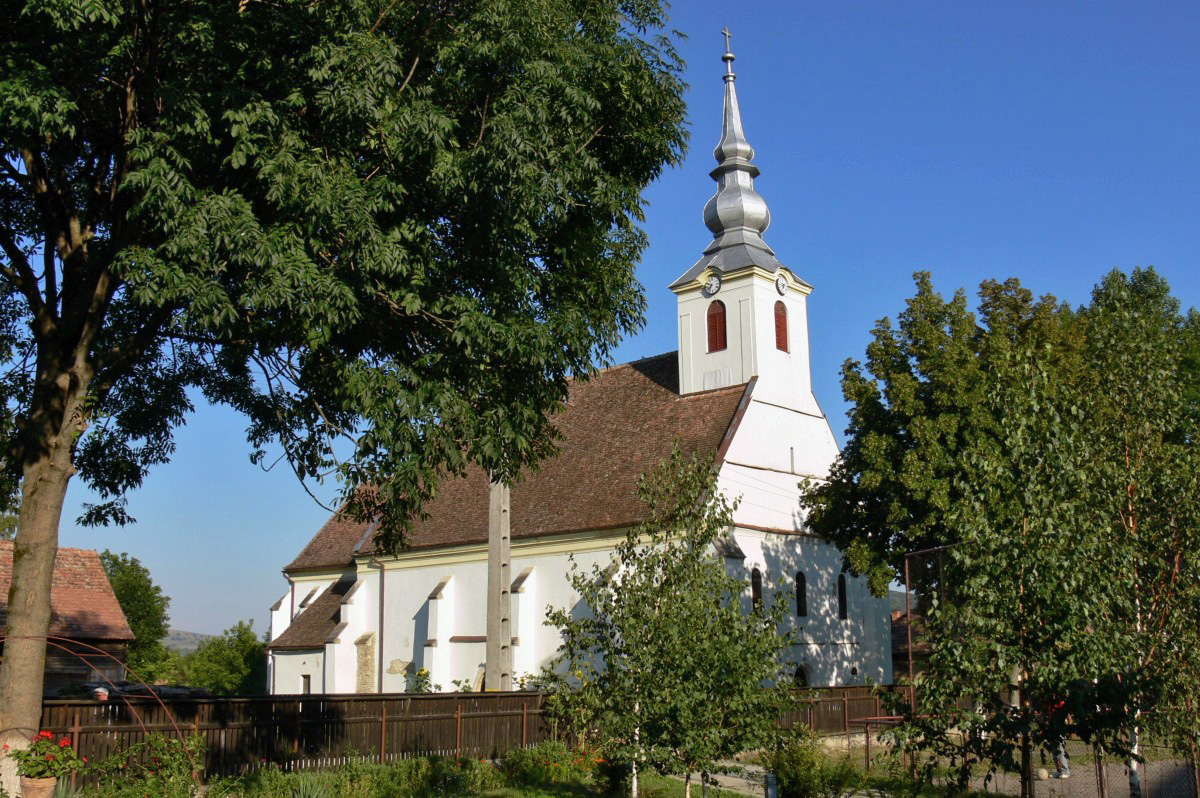
A katolikus templom

- Római katolikus temploma 15. századi gótikus stílusú, szentélyén 1458-as évszám áll, de ekkor valószínűleg csak a korábbi, 12. századi templomot építették át. Az 1904-es átépítéskor a 12. századi templomból származó freskótöredékeket találtak. Tornya 1779 és 1821 között épült. 1929-ben renoválták és bővítették.
- Unitárius temploma 1781 és 1792-ben épült, gimnáziuma 1793-ban nyílt meg.
- Református temploma 1822 és 1834 között épült, az 1632 és 1644 között épített korábbi templom helyére, tornyát 1866-ban magasították.
- A Berde Mózes Unitárius Gimnáziumot[7] 1793-ban alapították.
- Orbán Balázs Gimnázium 2011. szeptemberben nyílt meg.
- Ortodox temploma 1938-ban épült.
- A Molnár István Múzeum a térség tájmúzeuma, történeti és néprajzi gyűjteménnyel.
- A főtéren számos nagyszerű szobor látható. Közülük mindenképp ki kell emelni a Szitás leány kútja, Székely sirató és Petőfi Sándor szobrát.[8]

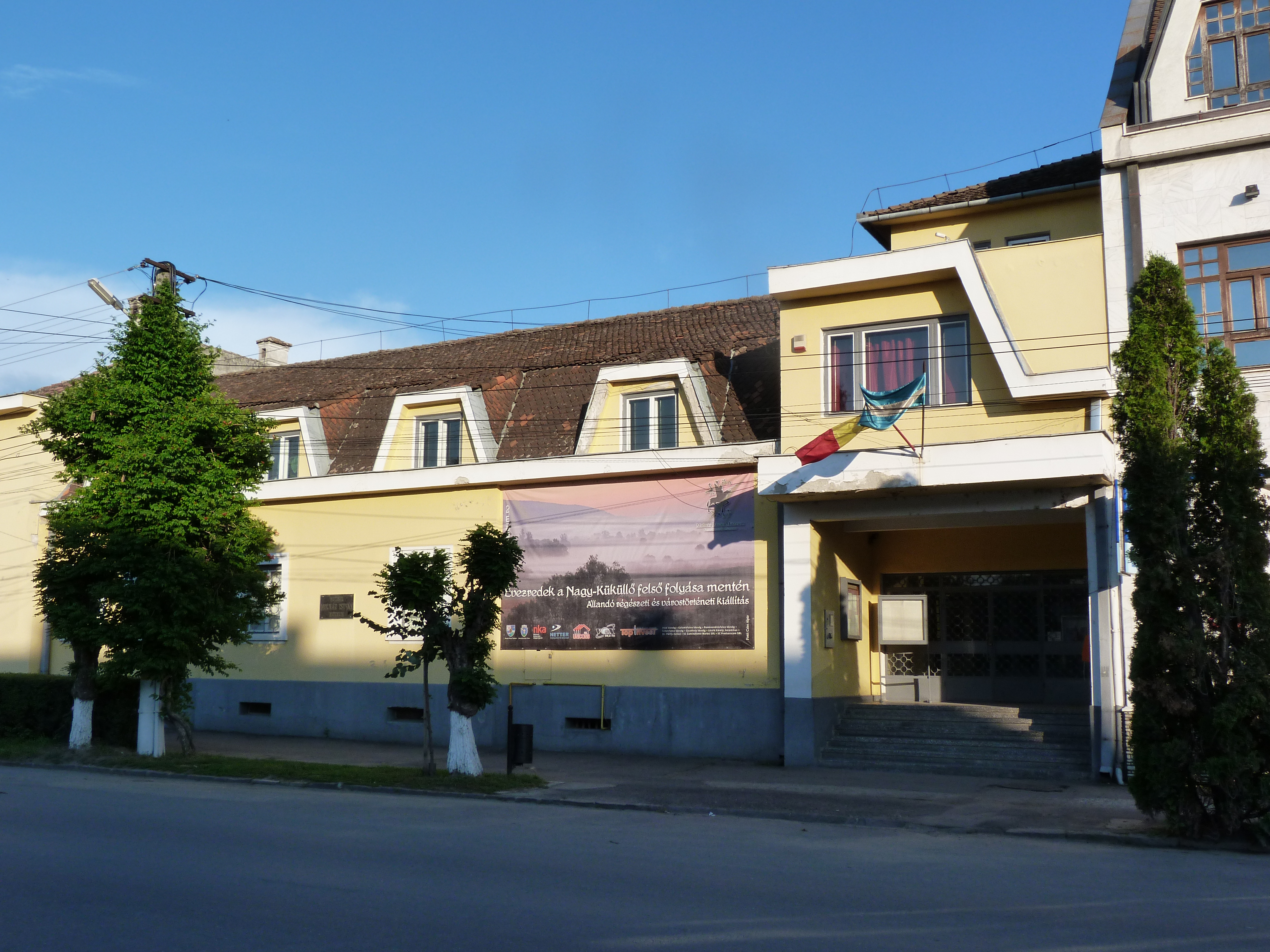
Molnár István Múzeum

- A várostól délre fekvő Sóskút a város gyógyfürdőtelepe.

- A Gyárfás-kúria, ahol Petőfi Sándor utolsó estéjét töltötte.

## Híres emberek

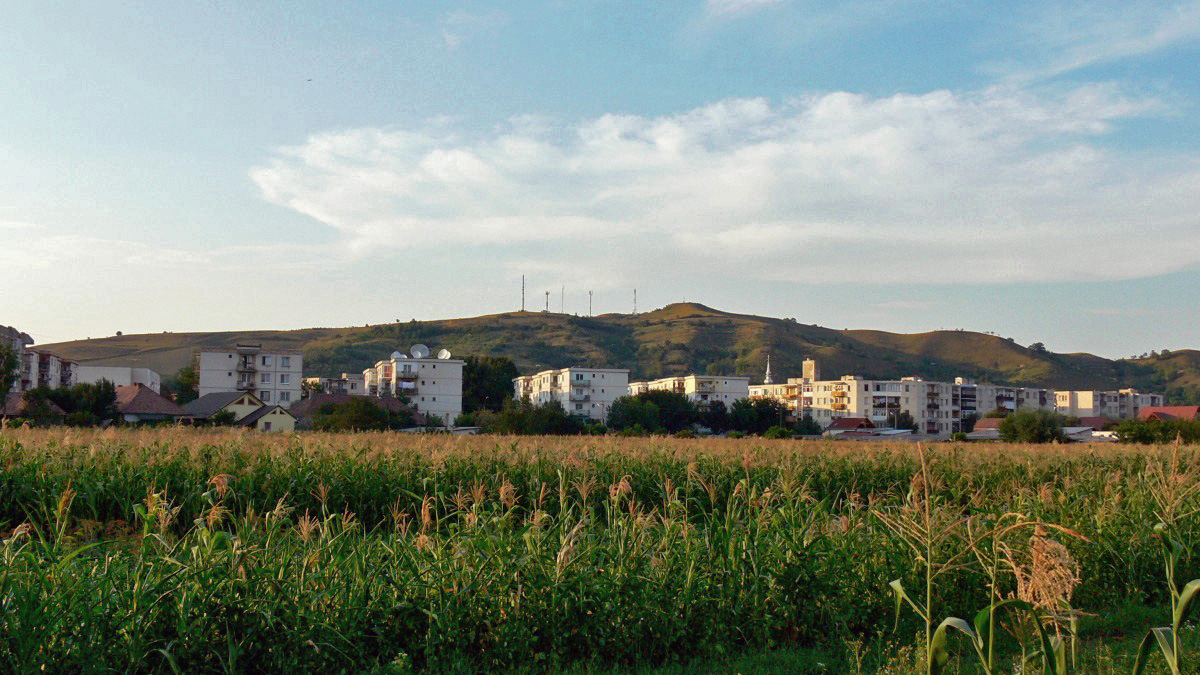
A Kossuth negyed a Jézuskiáltó előtt

- Itt született 1857-ben Bálint Lajos főesperes, csíksomlyói prépost.
- Itt született 1865-ben Csifó Salamon unitárius teológus, dékán.
- itt született 1887-ben Nagy Elek református lelkész.
- Itt született 1891-ben Sándor Jenő zeneszerző.
- Itt született 1906-ban Gyallai-Pap Sándor költő.
- Itt született 1914-ben Márkos Albert zeneszerző, karnagy, tanár († 1981).
- Itt nőtt fel, majd ide tért vissza és alkotott haláláig Székelykeresztúr hűséges festője, id. Ipó László festőművész, muzsikus és költő (1911- 1991). Nevéhez fűződik a város első képtára is, melynek jelenleg a Molnár István Múzeum ad otthont.
- Itt született 1921-ben Kovács István villamosmérnök, az 1956-os forradalom mártírja.
- Itt született 1928-ban Fodor László történész.
- Itt született 1929-ben Kiss Ervin az OGYI Járványtani Tanszékének vezetője, orvosi szakíró, grafikus.
- Itt született 1935-ben Székely Attila történész, régész.
- Itt született 1936-ban Molnár Kálmán néprajzkutató.
- Itt született 1938-ban Ughy István festő, grafikus, muzeológus.
- Itt született 1939- ben ifj. Ipó László geológus mérnök, földalatti vízkutató, közíró, muzeológus, topográfus, törvényszéki szakértő. Az ő nevéhez fűződik a Székelyudvarhely melletti Szejkén az első csappal működő mofetta létrejötte, mely akkoriban Európa szerte a legmodernebbnek számított. Neki köszönhető a festőművész emlékére létrejött Ipó László Alapítvány is, melynek élete utolsó húsz évét áldozta 2014- ben bekövetkezett haláláig.
- Itt lakott Fodor S. Sándor, történelem szakos tanár, aki a történelem, földrajz és társadalom tudományok szaktanfelügyelője volt 1995-től és aki 1951. május 31-én született Bukarestben. (Meghalt 2012. február 24.)
- Itt élt kisgyermekkorától érettségiig Dr. Pávai István népzenekutató, habilitált egyetemi professzor, a Magyar Művészeti Akadémia levelező tagja.
- Itt látható Petőfi Sándor körtefája és legendás sírja. A fehéregyházi csata előtt Bem József seregével itt pihentek meg a Gyárfás Kúriában, majd a legenda szerint a sebesült Petőfi ide menekült vissza, itt halt meg és itt, a timafalvi temetőben temették el. A legenda valódiságát a szakértői vizsgálat már nem bizonyította, a helyiekben azonban megmaradt a legendás hit, miszerint itt van eltemetve nemzetünk költője.

## Testvérvárosai

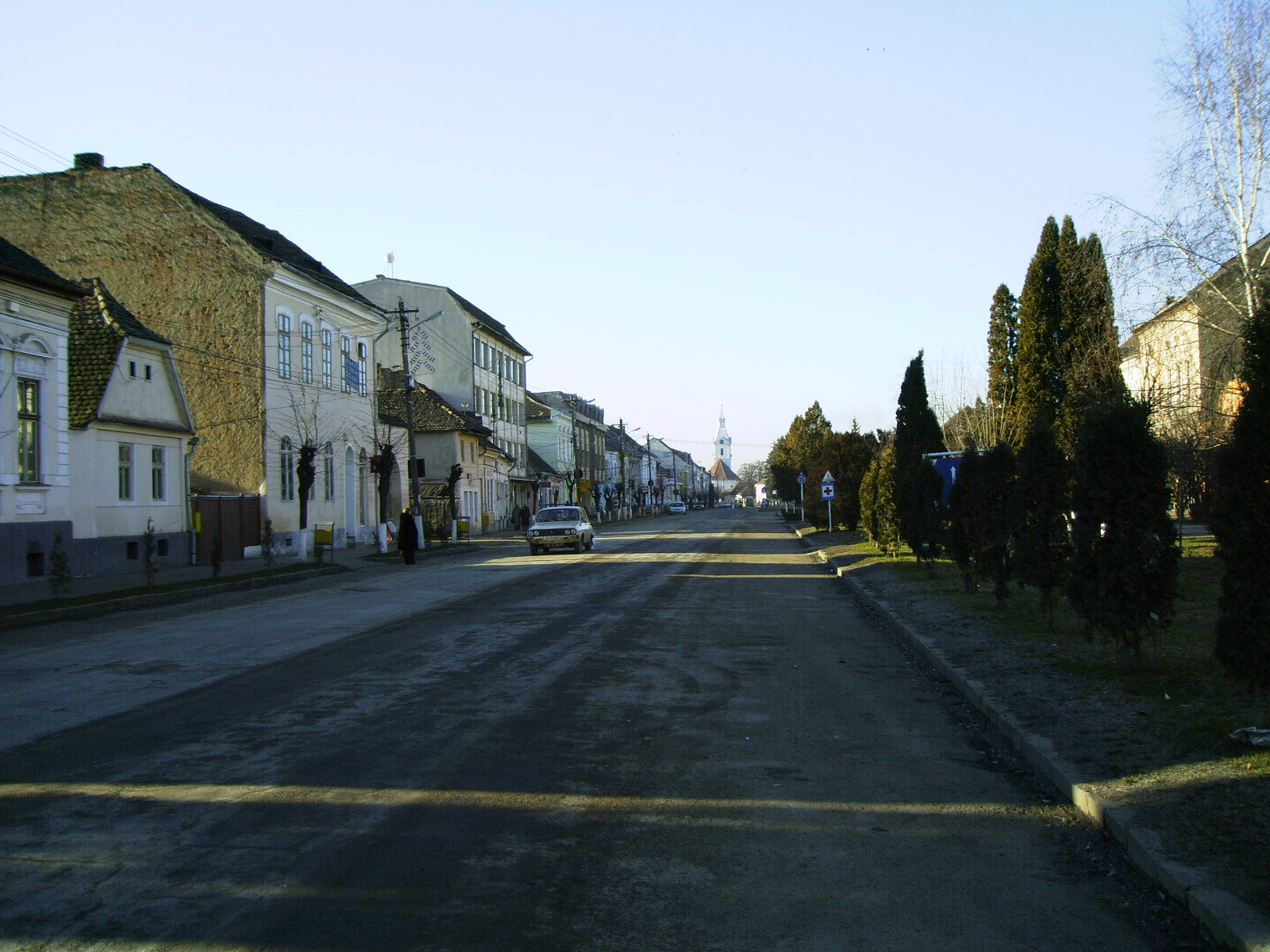
Szabadság tér

- Ajka, Magyarország (1992)
- Csurgó, Magyarország
- Derecske, Magyarország
- Dévaványa, Magyarország (1994)
- Dunakeszi, Magyarország
- Kalocsa, Magyarország
- Karcag, Magyarország (1990)
- Kunszentmiklós, Magyarország
- Lánycsók, Magyarország
- Zenta, Szerbia
- Budapest XX. kerülete (Pesterzsébet), Magyarország